# Mario Justo López
Mario Justo López (n. el 14 de abril de 1915 - f. en agosto de 1989) fue un jurista argentino y procurador general de la Nación.

## Actividad profesional
Se graduó como abogado en la Facultad de Derecho de la Universidad de Buenos Aires en 1940 y obtuvo en la misma en 1958 su diploma de Doctor en Jurisprudencia. Ejerció como profesor de Historia e Instrucción Cívica en el colegio secundario y fue desde 1970 hasta su fallecimiento profesor titular de la Facultad de Derecho y Ciencias Sociales. Fue profesor de Derecho Político y de Derecho Constitucional Argentino Comparado y, desde 1981, profesor emérito de la Universidad de Buenos Aires. También fue profesor de la Universidad de Belgrano y del Instituto Nacional Superior del Profesorado. 
Se desempeñó como procurador general de la Nación entre 1980 y el 10 de diciembre de 1983 y fue miembro de las Academias Nacionales de Ciencias, de Derecho y Ciencias Sociales, de Ciencias Morales y Políticas y Educación. 
Escribió, entre otras obras,  La representación política (1959); Ideología, utopía y mito (1960); El mito de la Constitución y tres ensayos sobre la democracia (1963); Introducción a los estudios políticos (1972); Manual de Derecho Político (1973) y Partidos políticos, teoría general y régimen legal (1982) además de artículos en revistas especializadas nacionales y extranjeras. 
Fue galardonado con el Premio "Irene Cuculu" del Instituto Mitre, el Premio Konex de Ciencias Políticas en 1986 y con el Premio Bunge y Born en 1988. 
Falleció en Buenos Aires el 22 de agosto de 1989.